# Remorquage

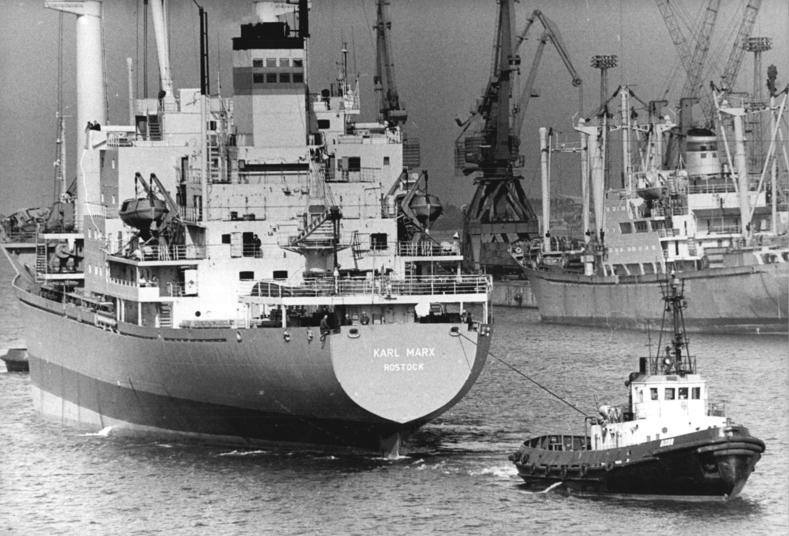
Un remorqueur en train de remorquer un vraquier.

Le remorquage est une technique dans laquelle un bateau ou un véhicule dépourvu de moyen de propulsion est tiré par un autre auquel il est attaché. En mer, elle est habituellement utilisée pour déplacer les navires en avarie de propulsion ou les structures flottantes non motorisées, comme les plates-formes pétrolières ou les barges.

## Remorquage en mer

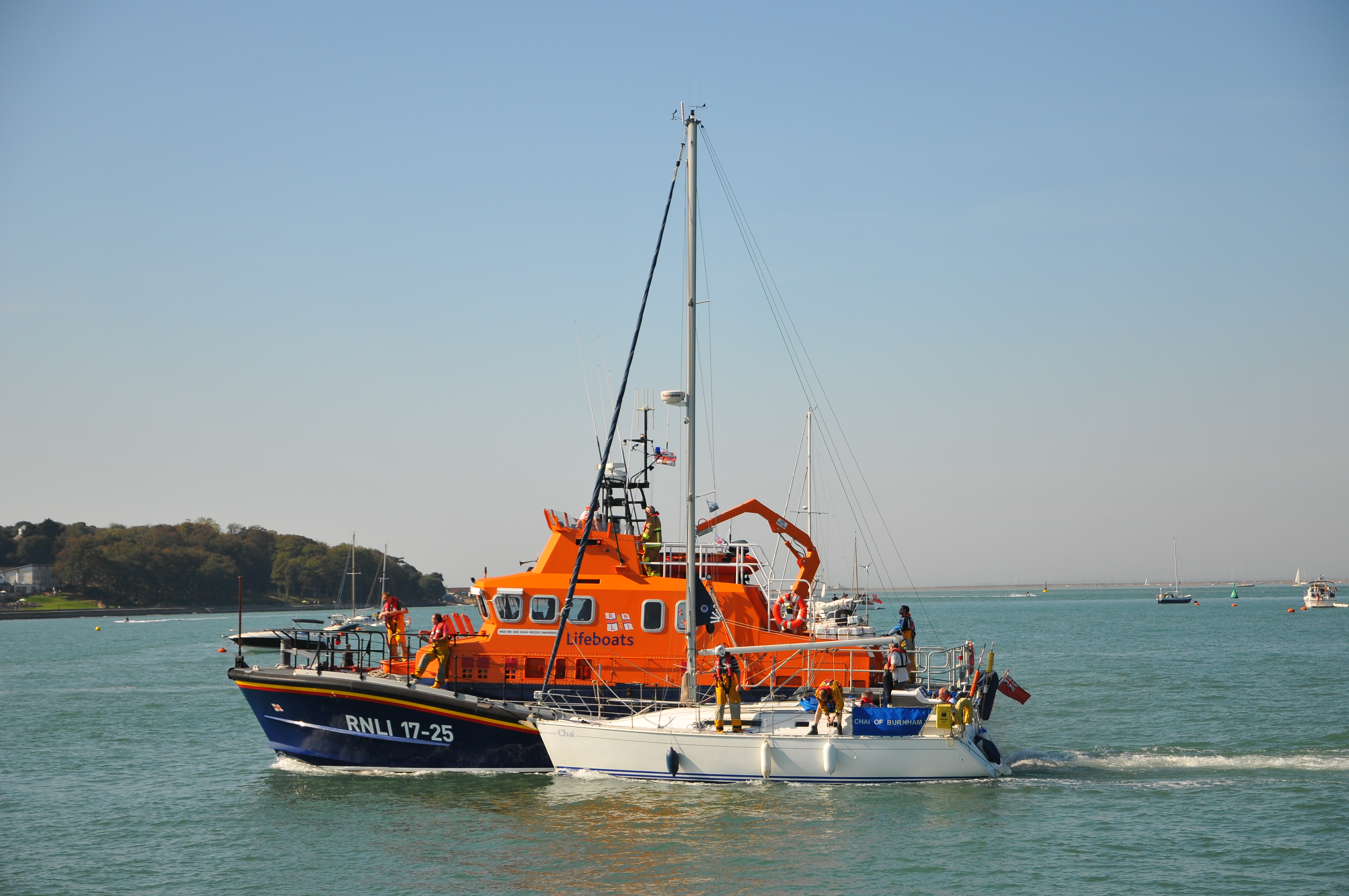
Un canot de sauvetage de la RNLI remorquant un voilier de plaisance à couple.

Il existe plusieurs techniques de remorquage en mer. Dans le remorquage en ligne, les bateaux remorqueur et remorqué sont placés l’un derrière l’autre, et reliés par une aussière souple appelée remorque. Dans le remorquage à couple, les bateaux sont placés côte à côte et reliés par plusieurs aussières.
Si tous les bateaux peuvent effectuer un remorquage, il existe également des navires spécialisés, les remorqueurs.
La disposition du point d'application de la remorque est cruciale pour que le navire remorqueur puisse rester manœuvrant.
Sur les remorqueurs spécialisés, le croc de remorque est à l'aplomb du centre du navire et le bloc-passerelle-superstructures rejeté à l'avant tandis que la plage arrière, balayée par le croc de remorque, est équipée d'arceaux de protection.
Sur les remorqueurs portuaires modernes, le système de propulsion est spécialement conçu pour favoriser la maniabilité tous azimuts : tuyère Kort orientable autour de l'hélice, moteurs entrainant des azipods (sortes de gigantesques embases orientables de hors-bord), propulseurs spéciaux Voith Schneider, ou encore le très original remorqueur carrousel hollandais où le croc est monté sur un rail circulaire (comme un manège, d'où le nom), ce qui permet une maniabilité à 360° en partant d'un ancien remorqueur à ligne d'arbre classique ainsi reconverti.
Les remorqueurs fluviaux traditionnels ont été remplacés par des pousseurs pour cette même raison de maniabilité.
Pour les petites embarcations non spécialisées qui assureraient un remorquage d'une unité plus grosse, en plaisance par exemple, il faut recourir à une astuce de géométrie pour rester manœuvrant : on grée un filin spécial en V sur le tableau arrière (une patte d'oie), prise sur deux robustes pitons de part et d'autre du tableau arrière sur lequel peut coulisser une forte poulie ou un filin muni d'un œil à cosse. On frappe (« fixe » en jargon marin) le filin de remorque sur cette poulie ou ce filin coulissant, ce qui permet au bateau remorqueur de ne pas être rappelé dans l'axe par la traction du filin de remorque. Un dispositif équivalent équipe les bateaux de plaisance pour le ski nautique (on parle de V de ski), on le retrouve monté de façon permanente sur les petites embarcations de sécurité motorisées des clubs ou écoles de voile qui peuvent ainsi remorquer une embarcation en difficulté ou chavirée.
Pour un remorquage en haute mer par mauvais temps, il est conseillé si possible de fixer la remorque sur la chaîne d'ancre du navire remorqué (son poids fait arc de cercle et atténue les à-coups) et de l'allonger le plus possible, par contre comme le bateau remorqué (dont le gouvernail n'est pas toujours opérationnel) embarde et balaye derrière le remorqueur, il faut souvent, à l'approche des chenaux et des eaux resserrées d'un port-abri, raccourcir le train de remorque pour ne pas risquer de précipiter le remorqué sur un danger (cf. images de l'Abeille Bourbon ci-dessous).
Le remorquage à couple, favorable en termes de maniabilité, n'est possible que par beau temps et mer plate (cf. image supra), il permet aussi d'utiliser les pompes d'épuisement du remorqueur en cas de voie d'eau et facilite la coordination remorqueur-remorqué.
Dans tous les cas, le graissage et la protection des aussières sur les points de friction (les marins parlent de « ragage ») est de la plus haute importance pour un remorquage un tant soit peu prolongé.

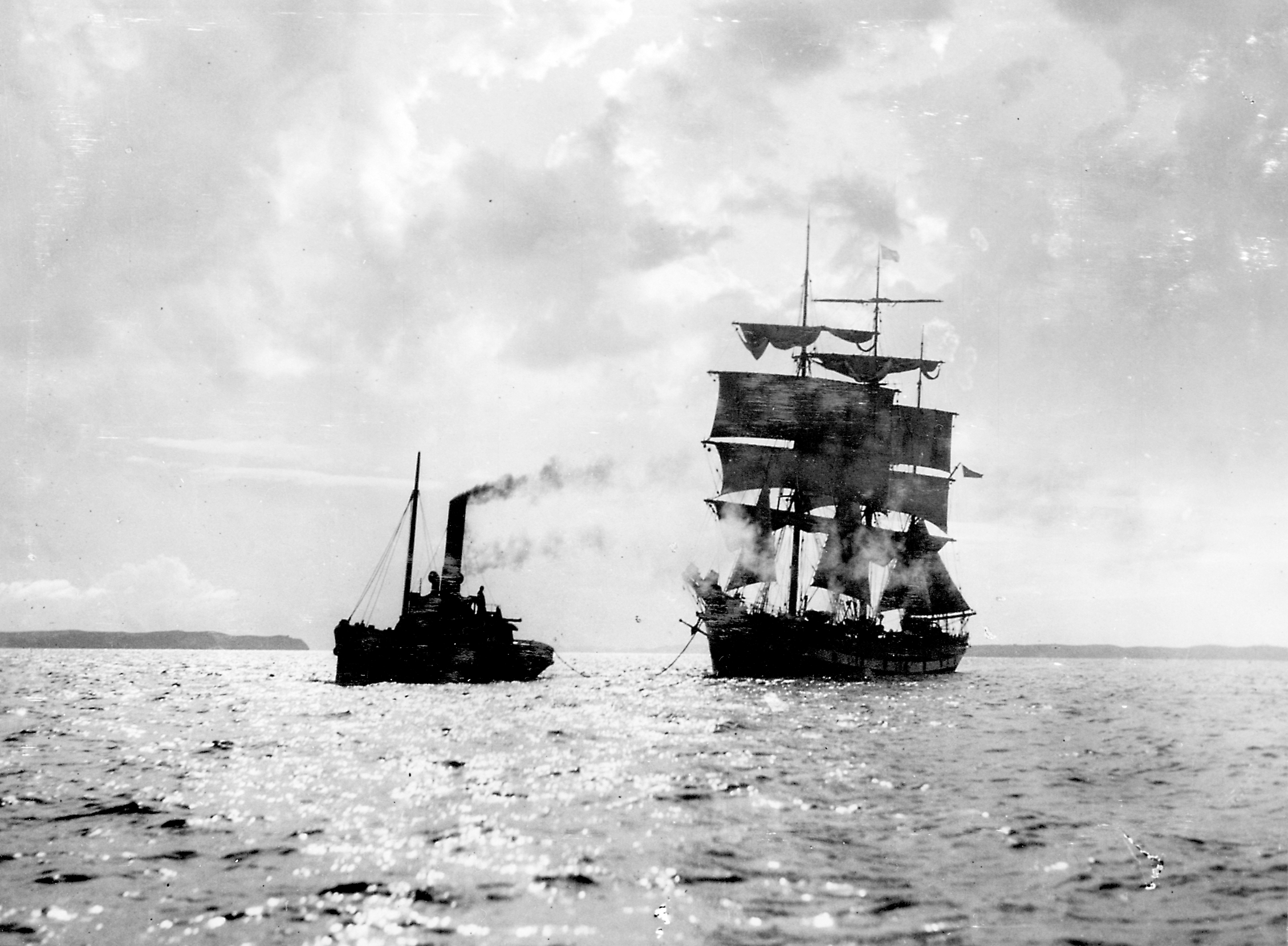
Remorqueur à vapeur remorquant un voilier.
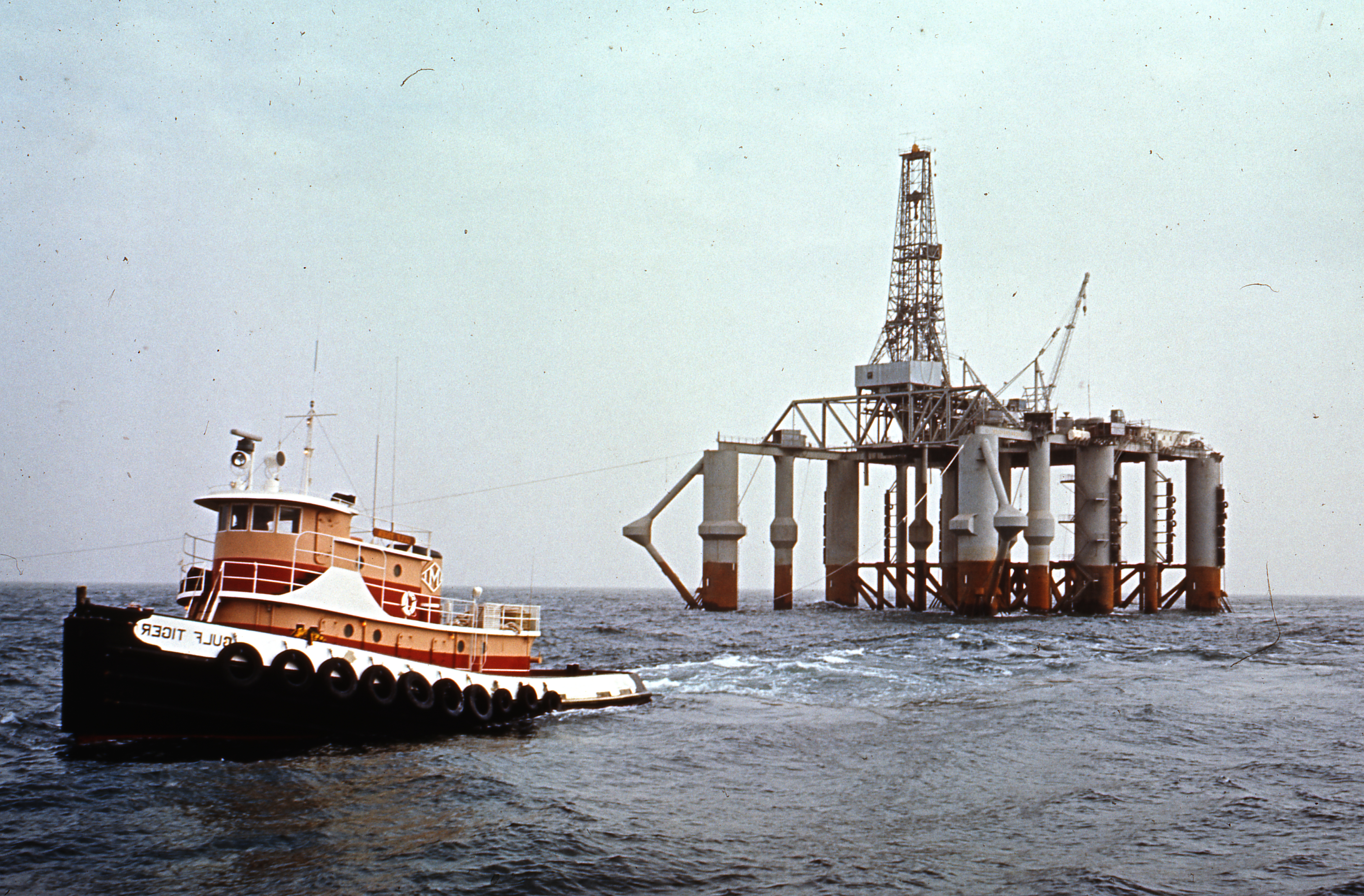
Remorquage de structure.
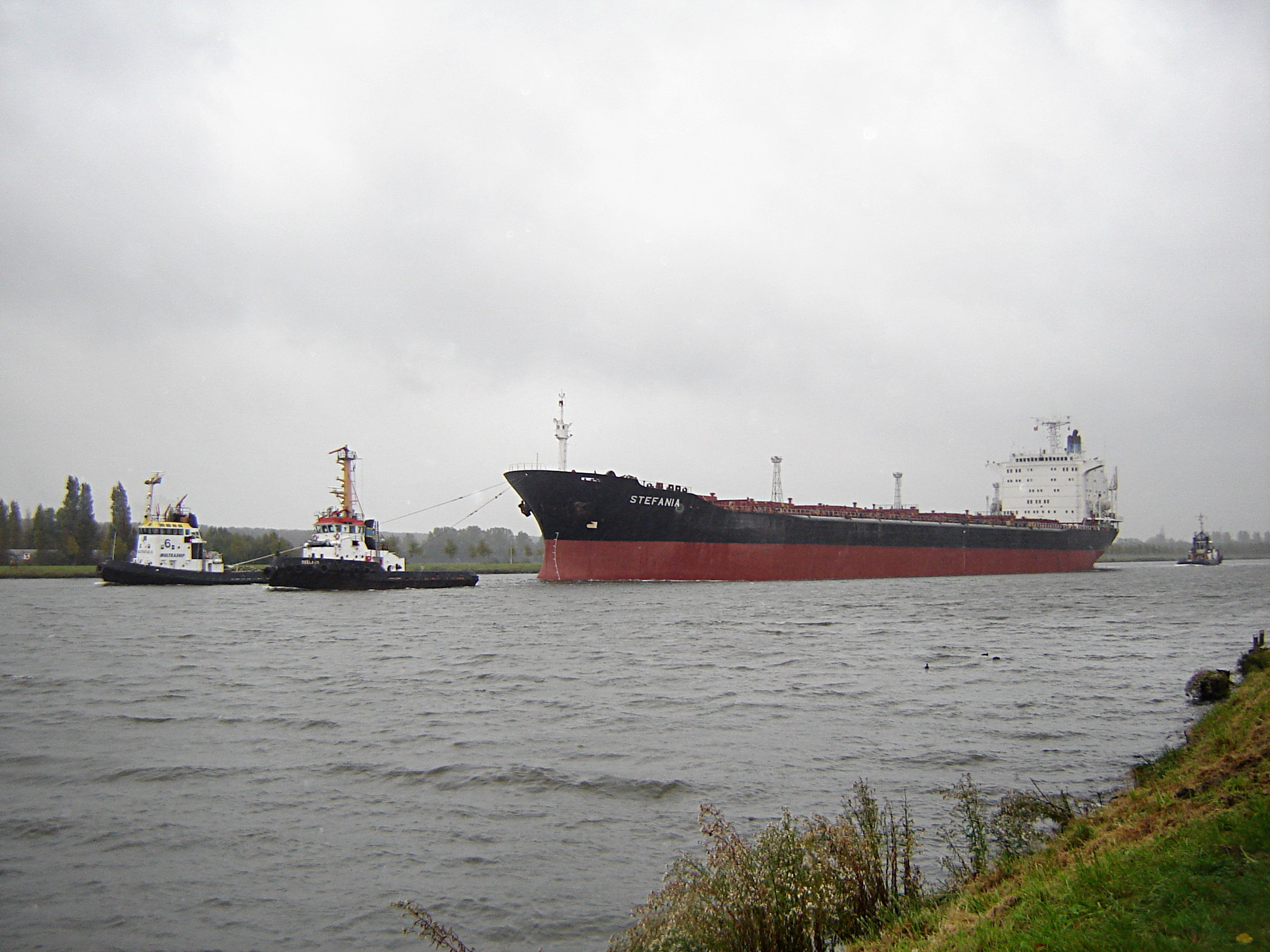
Remorquage d’un cargo par deux remorqueurs.
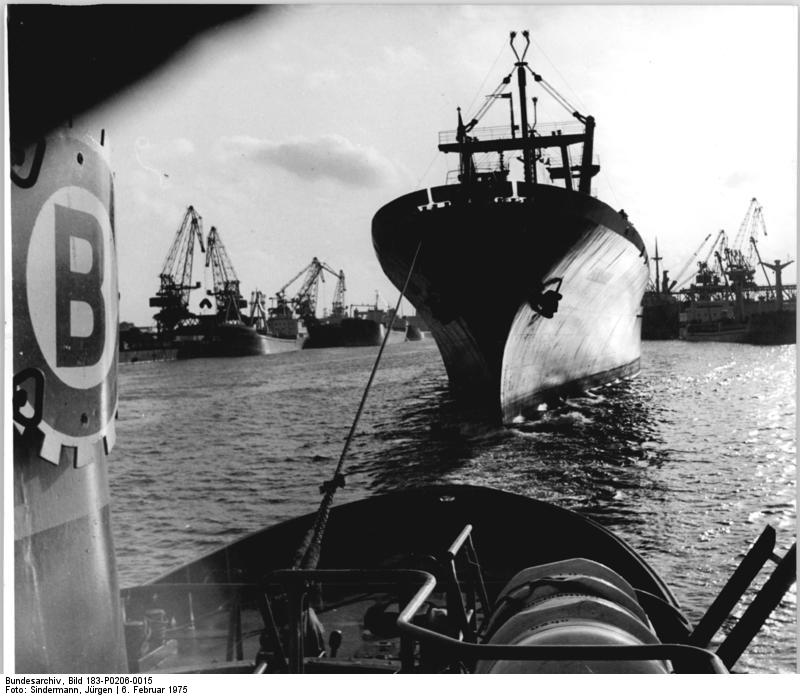
Remorquage portuaire, vu depuis le remorqueur.
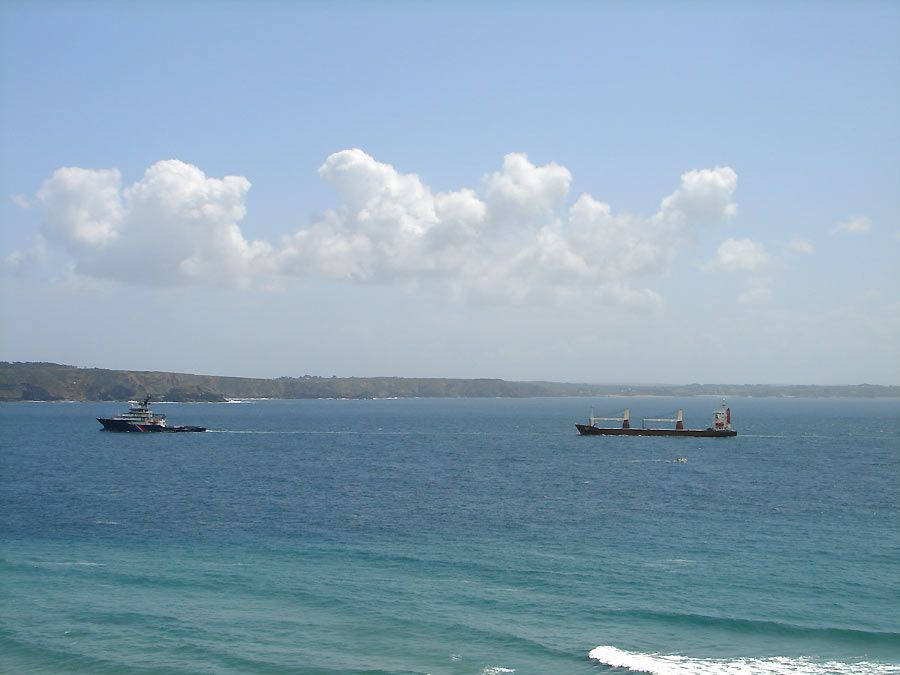
L’Abeille Bourbon remorque un cargo en panne : au large, remorque longue (300 m).
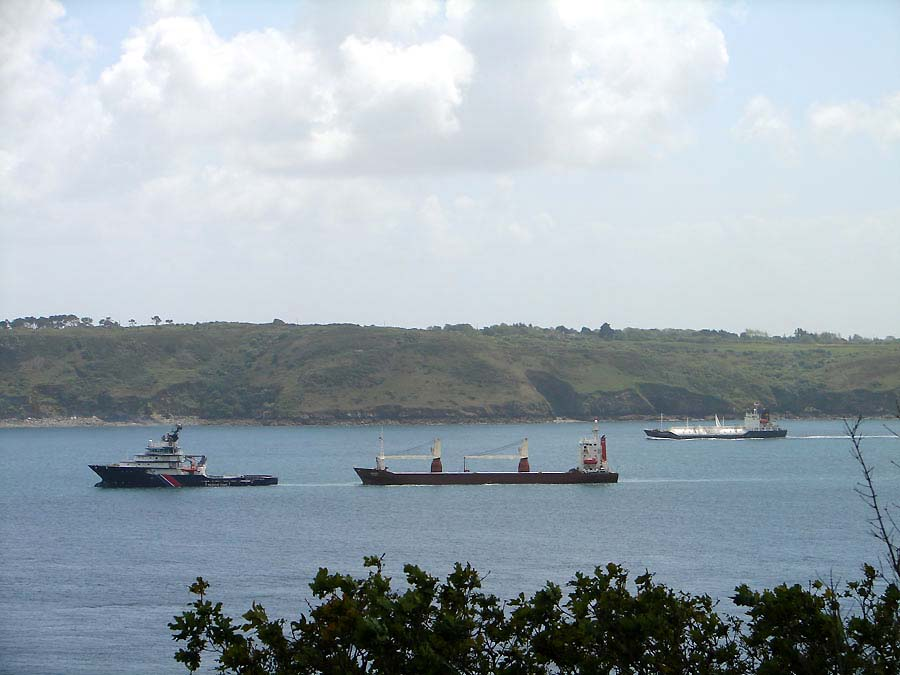
L’Abeille Bourbon remorque un cargo en panne : en espace étroit, remorque courte (50 m).
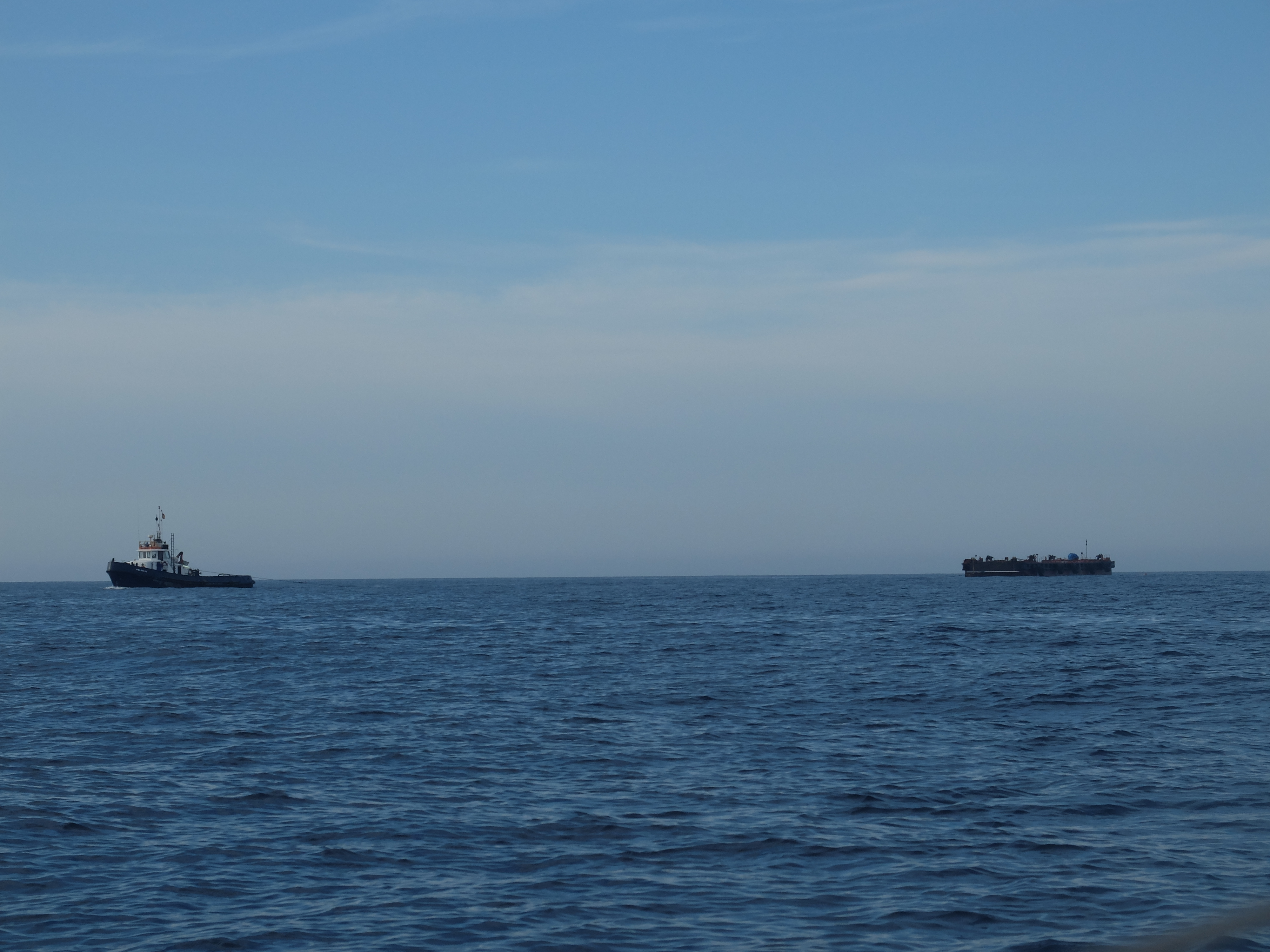
Remorquage de barge au large.
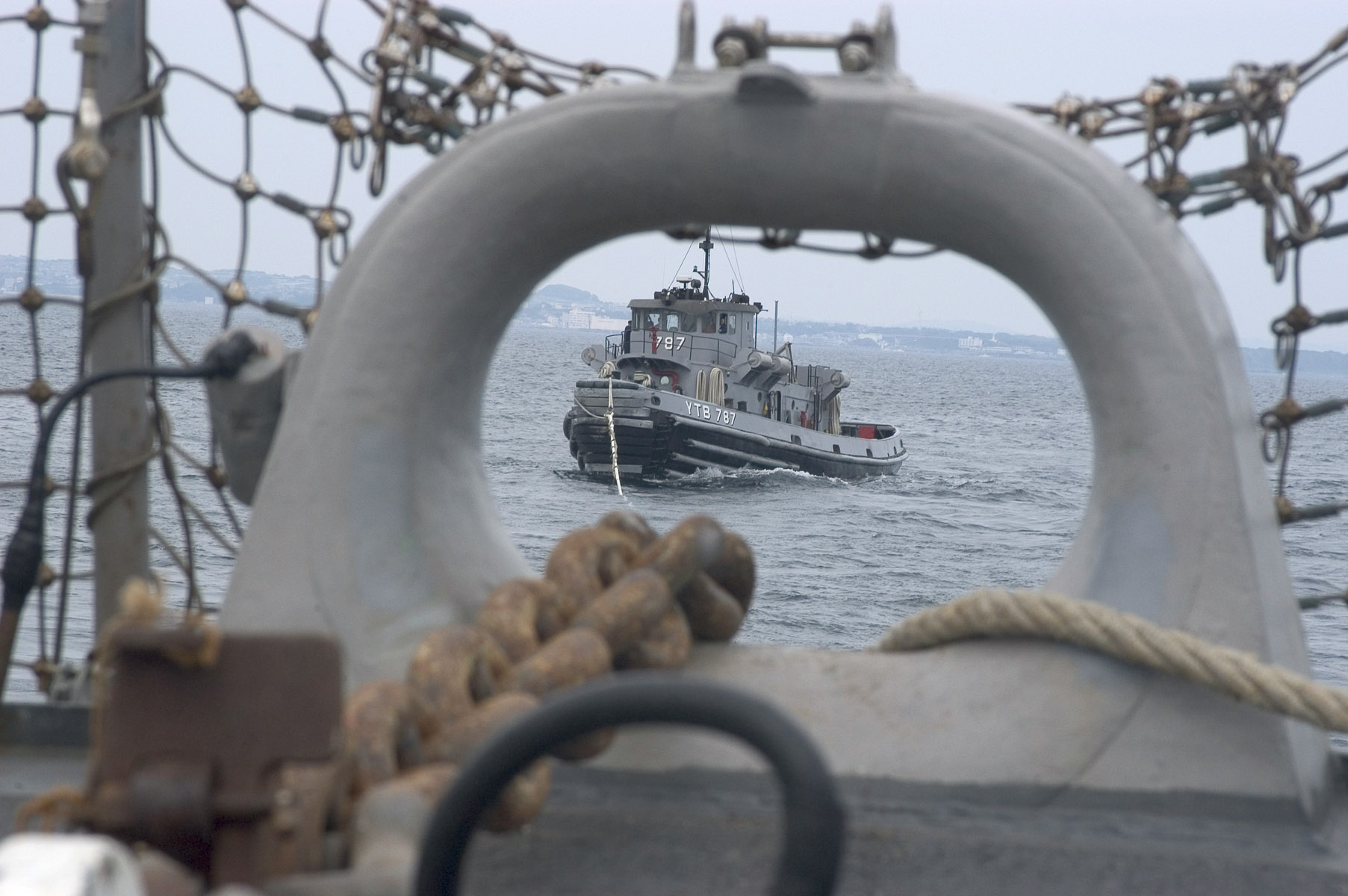
Un remorqueur remorqué par un destroyer.
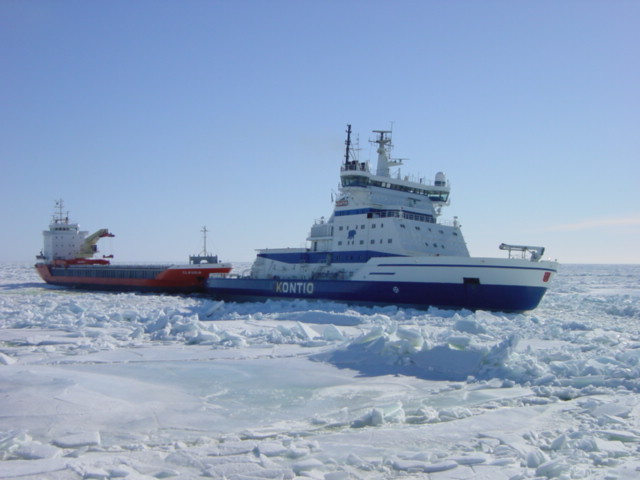
Cargo remorqué par un brise-glace.

## Autres milieux
Le terme remorquage est également employé, par analogie, pour décrire la technique similaire utilisée dans les milieux terrestre ou aérien.

### Remorquage terrestre

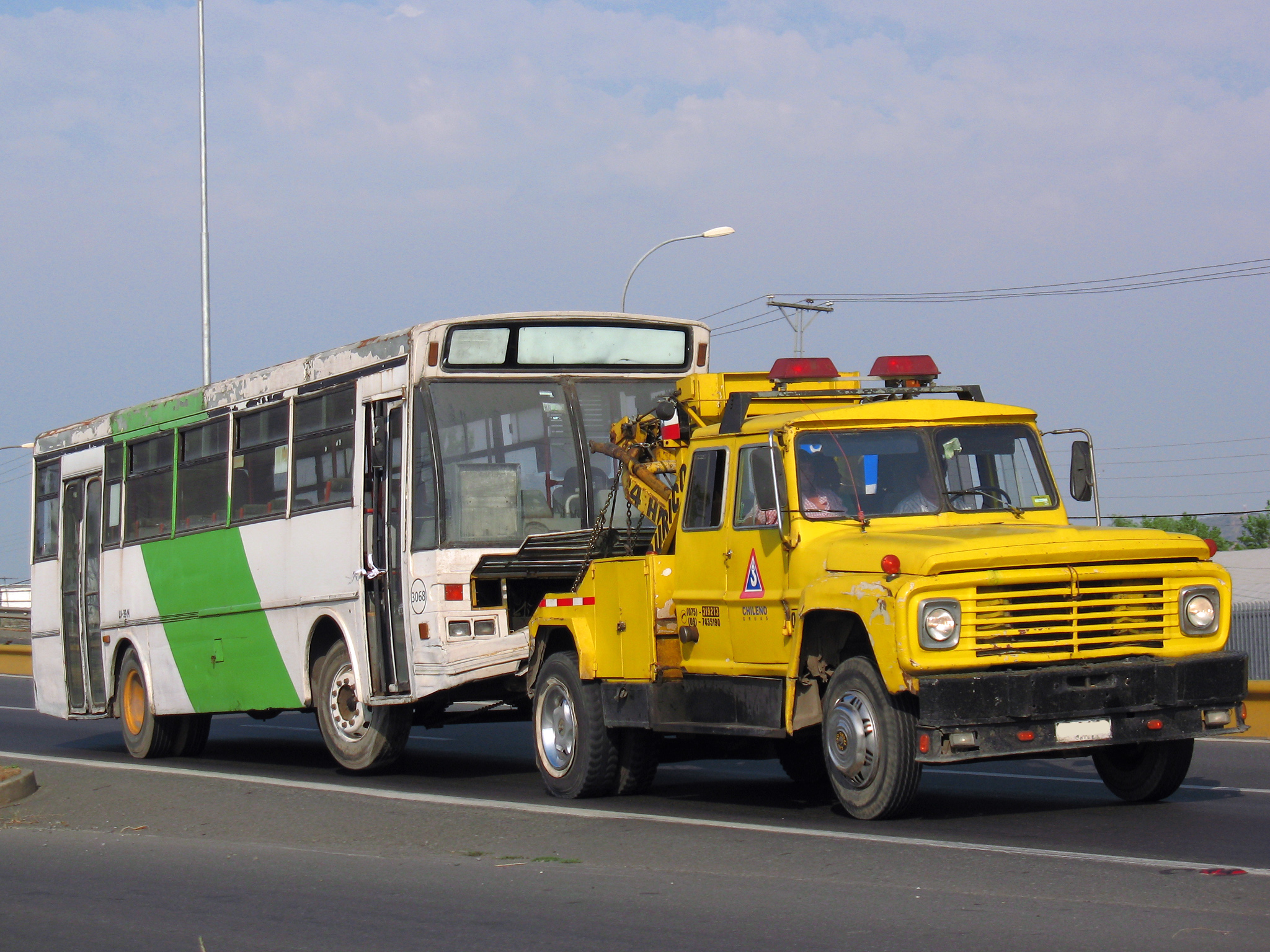
Une dépanneuse remorquant un autobus.

Le remorquage peut être effectué entre deux véhicules terrestres, à l’aide d’une corde, d'un plateau, panier ou d’une barre de remorquage. Lorsque le véhicule remorqué est une remorque spécifiquement prévue pour cet usage, on parle d’attelage.
Lorsque le véhicule remorqué est un avion, on parle de pushback.

### Remorquage aérien

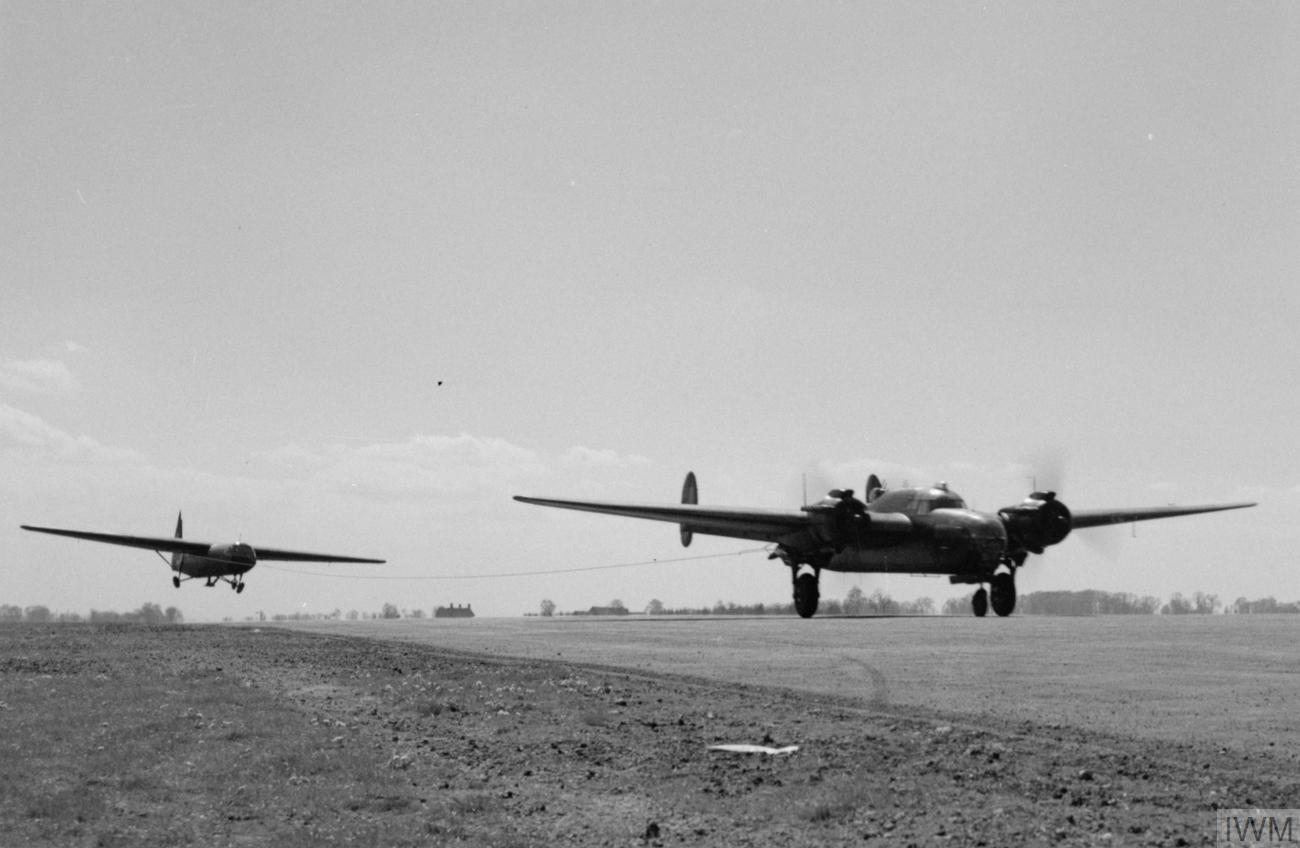
Un planeur Airspeed Horsa remorqué par un Armstrong Whitworth Albemarle en 1944.

Le remorquage aérien est utilisé pour le lancement de planeurs, ceux-ci étant tractés depuis le sol par un avion jusqu’à l’altitude ou au point souhaités. Cette technique a notamment été utilisée lors de l’opération Tonga, la phase aéroportée du débarquement de Normandie.
Elle est également utilisée avec des banderoles dans le cadre de la publicité aérienne.